# Bembidion deletum
Bembidion deletum es una especie de escarabajo del género Bembidion, familia Carabidae. Fue descrita científicamente por Audinet-Serville en 1821.
Habita en Albania, Austria, Bielorrusia, Bélgica, Bosnia y Herzegovina, Bulgaria, Croacia, Chequia, Dinamarca, Estonia, Finlandia, Francia, Alemania, Gran Bretaña, Grecia, Hungría, Irlanda, Italia, Kazajistán, Letonia, Lituania, Macedonia, Moldavia, Países Bajos, Noruega, Polonia, Rumania, Rusia, Serbia, Eslovaquia, Eslovenia, España, Suecia y Suiza.